# Hurikán Ned
Hurikán Ned (v anglickém originále Hurricane Neddy) je 8. díl 8. řady (celkem 160.) amerického animovaného seriálu Simpsonovi. Scénář napsal Steve Young a díl režíroval Bob Anderson. V USA měl premiéru dne 29. prosince 1996 na stanici Fox Broadcasting Company a v Česku byl poprvé vysílán 12. ledna 1999 na stanici ČT1.

## Děj
Když se ke Springfieldu blíží hurikán Barbara, občané v panice vyplení Kwik-E-Mart. Po bouři Simpsonovi opouštějí sklep a nacházejí svůj domov nepoškozený. Jejich soused Ned Flanders se vynoří z hromady trosek a zjistí, že jeho dům je zničený, což donutí rodinu Flandersových ukrýt se ve sklepě kostela. Ned je ještě více znechucen poté, co se dozví, že jeho podnik Levárium byl po bouři vyrabován. Rozrušený Ned se ptá pátera Lovejoye, zda ho Bůh trestá jako Joba, přestože přísně dodržuje náboženské učení. 
Následujícího dne Marge překvapí rodinu Flandersových novým domem, který jim obyvatelé Springfieldu postavili, i když nekvalitně. Když se Homer opře o vstupní dveře, dům se zřítí. Nakonec se Nedovi rozbije čočka v brýlích a jeho vztek vzkypí a vyjmenuje všechny chyby obyvatel města, které léta držel v sobě. 
V obavách, že přichází o rozum, a s pocitem hrůzy ze svého výbuchu se Ned dobrovolně odebere do psychiatrické léčebny. Navštěvuje ho jeho dětský psychiatr, doktor Foster, který vzpomíná na Nedovo dětství jako nezvladatelného spratka vychovávaného beatnickými rodiči. Nedova léčba zahrnovala osm měsíců nepřetržitého Fosterova výprasku. Léčba způsobila, že Ned nebyl schopen vyjádřit hněv, dokud ho ztráty, které utrpěl při bouřce, nepřiměly k výbuchu potlačovaného vzteku. 
Foster si uvědomí, že jeho dřívější přístup byl chybný, a požádá Homera, aby Nedovi pomohl vyjádřit jeho emoce. Foster si myslí, že Homer je pro tuto léčbu ideální, protože se s Nedem vzájemně nesnášejí. Poté, co několik scenáristických urážek nedokáže Nedův hněv rozdmýchat, Homer znevažuje jeho zjevnou zálibu ve všem, na což Ned přiznává, že nenávidí dvě věci: poštu a své rodiče. Foster prohlásí Neda za vyléčeného a propustí ho z ústavu. 
Před nemocnicí Neda vítají obyvatelé Springfieldu. Ned k Fosterovu souhlasu slíbí, že bude lidem říkat, když ho urazí, místo aby v sobě dusil vztek, ale pak dodá, že je srazí autem, pokud ho budou příliš popichovat. Homer Nedovi řekne, že je blázen, a oba se zasmějí.

## Produkce
K napsání této epizody byl přizván Steve Young, scenárista pořadu Late Show s Davidem Lettermanem, jako nezávislý autor. Autoři chtěli prozkoumat, co Flanderse přimělo k tomu, aby se choval tak, jak se chová. Původní nápad pocházel od George Meyera, který chtěl také epizodu o zkoušce Flandersovy víry. Jeden z klíčových bodů příběhu pocházel od jeho přítele Jacka Handeyho, scenáristy Saturday Night Live, jenž chtěl natočit skeč o ševci, který má smůlu a kterého navštíví skřítci, již mu pomáhají, ale vyrábějí velmi špatné boty. Stejně tak ho inspiroval nápad, že sousedé přestaví Flandersův dům, ale odvedou špatnou práci.
V epizodě karikatura Johna Swartzweldera zavírá dveře pokoje v Calmwoodské psychiatrické léčebně. Později, během scény, kdy obyvatelé města vítají Neda zpět, je vidět, jak někdo drží ceduli s nápisem „Osvoboďte Johna Swartzweldera“. Během sekvence, kdy Flanders křičí na město, je vidět muž s culíkem a v bílé košili, který je karikaturou Boba Andersona.

## Kulturní odkazy
Scéna na začátku epizody, v níž se obyvatelé Springfieldu vrhnou na Kwik-E-Mart, vychází z událostí nepokojů v Los Angeles v roce 1992. Todd má na sobě tričko Butthole Surfers, cenzoři však povolili na obrazovce pouze písmena Buttho Surfers, čímž částečně zakryli urážlivý název skupiny. Úvodní sekvence je parodována během bouře, kdy se na obrazovce objeví slovo Hurricane, doprovázené stejným sborem, který zpívá název seriálu. Jay Sherman ze seriálu Kritik, který se předtím objevil v epizodě Zrodila se hvězda, je vidět v psychiatrické léčebně, jak opakuje svou hlášku „Smrdí to!“; paní Botzová z dílu Hezkej večer se objeví jako pacientka, jež se v jednom z pokojů léčebny výhružně pohybuje. Malé dveře na konci chodby ve Flandersově přestavěném domě jsou parodií na nepravděpodobně malé chodby ve filmu Karlík a továrna na čokoládu.

## Přijetí
V původním vysílání se epizoda umístila na 18. místě ve sledovanosti v týdnu od 23. do 29. prosince 1996 s ratingem 8,7, což odpovídá přibližně 8,4 milionu domácností. Po seriálu Akta X to byl druhý nejlépe hodnocený pořad na stanici Fox v tomto týdnu.
Marginu hlášku „Dobrý bože, tady je Marge Simpsonová. Jestli zastavíš ten hurikán a zachráníš naši rodinu, budeme ti do smrti vděční a doporučíme tě všem našim přátelům“, uvedl novinář Mark Pinsky jako příklad toho, jak jsou „členové rodiny Simpsonových definováni i vymezováni náboženstvím.“ Novinář Ben Rayner spekuloval, že někteří fanoušci, které nazval „nerdy“, budou chtít vysvětlení, „jak Barney vešel těmi malými dveřmi do ‚hlavní ložnice‘ v přestavěném domě rodiny Flandersových“.